# Lista de campeões do Bellator
Esta é um lista de campeões do Bellator Fighting Championships em cada divisão de peso. O campeão inaugural em cada divisão foi vencedor de um torneio com 8 lutadores. Todos os desafiantes ao título no início do evento, tiveram que conquistar um torneio com 8 lutadores, para ter o direito de desafiar campeão da divisão.

## Atuais campeões
Masculino
| Divisão     | Peso         | Lutador            | Campeão desde                         | Próxima Defesa        | Defesas |
| ----------- | ------------ | ------------------ | ------------------------------------- | --------------------- | ------- |
| Pesado      | até 120,2 kg | Ryan Bader         | 26 de janeiro de 2019 (Bellator 214)  | Vs. Fedor Emelianenko | 2       |
| Meio-pesado | até 93,0 kg  | Vadim Nemkov       | 21 de agosto de 2020 (Bellator 244)   | Sem luta marcada      | 3       |
| Médio       | até 83,9 kg  | Johnny Eblen       | 24 de junho de 2022 (Bellator 282)    | Sem luta marcada      | 1       |
| Meio-médio  | até 77,1 kg  | Yaroslav Amosov    | 11 de junho de 2021 (Bellator 260)    | Vs. Logan Storley     | 0       |
| Meio-médio  | até 77,1 kg  | Logan Storley      | 13 de maio de 2022 (Bellator 281)     | Vs. Yaroslav Amosov   | 0       |
| Leve        | até 70,3 kg  | Usman Nurmagomedov | 18 de novembro de 2022 (Bellator 288) | Sem luta marcada      | 0       |
| Pena        | até 65,8 kg  | Patrício Freire    | 15 de abril de 2022 (Bellator 277)    | Sem luta marcada      | 0       |
| Galo        | até 61,2 kg  | Sergio Pettis      | 7 de maio de 2021 (Bellator 258)      | Vs. Raufeon Stots     | 1       |
| Galo        | até 61,2 kg  | Raufeon Stots      | 23 de abril de 2022 (Bellator 279)    | Vs. Sergio Pettis     | 0       |

Feminino
| Divisão | Peso        | Lutadora          | Campeã desde                         | Próxima Defesa   | Defesas |
| ------- | ----------- | ----------------- | ------------------------------------ | ---------------- | ------- |
| Pena    | até 65,8 kg | Cristiane Justino | 25 de janeiro de 2020 (Bellator 238) | Sem luta marcada | 4       |
| Mosca   | até 56,7 kg | Liz Carmouche     | 22 de abril de 2022 (Bellator 278)   | Sem luta marcada | 1       |

## Histórico de títulos

### Masculinos

#### Peso pesado
94 a 120 kg
| Nº                                                                        | Nome               | Data                                  | Local          | Oponente                    | Defesas |
| ------------------------------------------------------------------------- | ------------------ | ------------------------------------- | -------------- | --------------------------- | --- |
| 1                                                                         | Cole Konrad        | 14 de outubro de 2010 (Bellator 32)   | Kansas City,   | Finalizou Neil Grove        | 1. Finalizou Eric Prindle (Bellator 70)                                                                                  |
| Em 12 de setembro de 2012, Cole Konrad abdicou do título ao se aposentar. |                    |                                       |                |                             | |
| 2                                                                         | Alexander Volkov   | 14 de dezembro de 2012 (Bellator 84)  | Hammond,       | Venceu Rich Hale            | |
| 3                                                                         | Vitaly Minakov     | 15 de novembro de 2013 (Bellator 108) | Atlantic City, | Nocateou Alexander Volkov   | 1. Venceu Cheick Kongo (Bellator 115)                                                                                    |
| Em 14 de maio de 2016, Vitaly Minakov foi destituído por inatividade.     |                    |                                       |                |                             | |
| 4                                                                         | Ryan Bader         | 26 de janeiro de 2019 (Bellator 214)  | Inglewood,     | Nocauteou Fedor Emelianenko | NC. contra Cheick Kongo (Bellator 226) 1. Venceu Valentin Moldavsky (Bellator 273) 2. Venceu Cheick Kongo (Bellator 280) |
| Int.                                                                      | Valentin Moldavsky | 25 de junho de 2021 (Bellator 261)    | Uncasville,    | Venceu Timothy Johnson      | |

#### Peso meio-pesado
85 a 93 kg
| Nº  | Nome              | Data                                                 | Local         | Oponente                 | Defesas |
| --- | ----------------- | ---------------------------------------------------- | ------------- | ------------------------ | --- |
| 1   | Christian M'Pumbu | 21 de maio de 2011 (Bellator 45)                     | Lake Charles, | Nocauteou Rich Hale      | |
| 2   | Attila Vegh       | 28 de fevereiro de 2013 (Bellator 91)                | Rio Rancho,   | Venceu Christian M'Pumbu | |
| Int | Emanuel Newton    | 2 de novembro de 2013 (Bellator 106)                 | Long Beach,   | Venceu Muhammed Lawal    | |
| 3   | Emanuel Newton    | 21 de março de 2014 (Bellator 113)                   | Mulvane,      | Venceu Attila Végh       | 1. Nocauteou Joey Beltran (Bellator 124) 2. Finalizou Linton Vassell (Bellator 130)                                       |
| 4   | Liam McGeary      | 27 de fevereiro de 2015 (Bellator 134)               | Uncasville,   | Venceu Emanuel Newton    | 1. Finalizou Tito Ortiz (Bellator 142)                                                                                    |
| 5   | Phil Davis        | 4 de novembro de 2016 (Bellator 163)                 | Uncasville,   | Venceu Liam McGeary      | |
| 6   | Ryan Bader        | 24 de junho de 2017 (Bellator NYC: Sonnen vs. Silva) | Nova York,    | Venceu Phil Davis        | 1. Nocauteou Linton Vassell (Bellator 186)                                                                                |
| 7   | Vadim Nemkov      | 21 de agosto de 2020 (Bellator 244)                  | Uncasville,   | Nocauteou Ryan Bader     | 1. Venceu Phil Davis (Bellator 257) 2. Finalizou Julius Anglickas (Bellator 268) NC. contra Corey Anderson (Bellator 277) |

#### Peso médio
78 a 84 kg
| Nº | Nome                | Data                                  | Local       | Oponente                      | Defesas |
| --- | ------------------- | ------------------------------------- | ----------- | ----------------------------- | --- |
| 1 | Hector Lombard      | 19 de junho de 2009 (Bellator 12)     | Hollywood,  | Nocauteou Jared Hass          | 1. Venceu Alexander Shlemenko (Bellator 34)                                                                                   |
| Em 24 de abril de 2012, Hector Lombard abdicou do título ao assinar com o UFC.                                           |                     |                                       |             |                               | |
| 2 | Alexander Shlemenko | 7 de fevereiro de 2013 (Bellator 88)  | Duluth,     | Nocauteou Maiquel Falcão      | 1. Venceu Brett Cooper (Bellator 98) 2. Nocauteou Doug Marshall (Bellator 109) 3. Finalizou Brennan Ward (Bellator 114)       |
| 3 | Brandon Halsey      | 26 de setembro de 2014 (Bellator 126) | Phoenix,    | Finalizou Alexander Shlemenko | |
| Em 14 de maio 2015, Brandon Halsey foi destituído ao não bater peso na vitória em cima de Kendall Grove no Bellator 137. |                     |                                       |             |                               | |
| 4 | Rafael Carvalho     | 23 de outubro de 2015 (Bellator 144)  | Uncasville, | Nocauteou Brandon Halsey      | 1. Venceu Melvin Manhoef (Bellator 155) 2. Nocauteou Melvin Manhoef (Bellator 176) 3. Nocauteou Alessio Sakara (Bellator 190) |
| 5 | Gegard Mousasi      | 25 de maio de 2018 (Bellator 200)     | Londres,    | Nocauteou Rafael Carvalho     | 1. Nocauteou Rory MacDonald (Bellator 206)                                                                                    |
| 6 | Rafael Lovato Jr.   | 22 de junho de 2019 (Bellator 223)    | Londres,    | Venceu Gegard Mousasi         | |
| Em 10 de fevereiro de 2020, Rafael Lovato Jr. abdicou do título ao ser diagnosticado com um cavernoma cerebral.          |                     |                                       |             |                               | |
| 7 | Gegard Mousasi (2)  | 29 de outubro de 2020 (Bellator 250)  | Uncasville, | Venceu Douglas Lima           | 1. Nocauteou John Salter (Bellator 264) 2. Nocauteou Austin Vanderforf (Bellator 275)                                         |
| 8 | Johnny Eblen        | 24 de junho de 2022 (Bellator 282)    | Uncasville, | Venceu Gegard Mousasi         | |

#### Peso meio-médio
71 a 77 kg
| Nº                                                                                      | Nome             | Data                                  | Local           | Oponente                   | Defesas |
| --------------------------------------------------------------------------------------- | ---------------- | ------------------------------------- | --------------- | -------------------------- | --- |
| 1                                                                                       | Lyman Good       | 12 de junho de 2009 (Bellator 11)     | Uncasville,     | Nocauteou Omar de la Cruz  | |
| 2                                                                                       | Ben Askren       | 21 de outubro de 2010 (Bellator 33)   | Filadélfia,     | Venceu Lyman Good          | 1. Venceu Jay Hieron (Bellator 56) 2. Venceu Douglas Lima (Bellator 64) 3. Nocauteou Karl Amoussou (Bellator 86) 4. Nocauteou Andrey Koreshkov (Bellator 97) |
| Em 14 novembro de 2013, Ben Askren abdicou do título ao assinar com o ONE Championship. |                  |                                       |                 |                            | |
| 3                                                                                       | Douglas Lima     | 18 de abril de 2014 (Bellator 117)    | Council Bluffs, | Nocauteou Rick Hawn        | |
| 4                                                                                       | Andrey Koreshkov | 17 de julho de 2015 (Bellator 140)    | Uncasville,     | Venceu Douglas Lima        | 1. Venceu Ben Henderson (Bellator 153) |
| 5                                                                                       | Douglas Lima (2) | 10 de novembro de 2016 (Bellator 164) | Tel Aviv,       | Nocauteou Andrey Koreshkov | 1. Venceu Lorenz Larkin (Bellator NYC: Sonnen vs. Silva) |
| 6                                                                                       | Rory MacDonald   | 10 de novembro de 2016 (Bellator 192) | Inglewood,      | Venceu Douglas Lima        | 1. Empatou contra Jon Fitch (Bellator 220) 2. Venceu Neiman Gracie (Bellator 222)                                                                            |
| 7                                                                                       | Douglas Lima (3) | 26 de outubro de 2019 (Bellator 232)  | Uncasville,     | Venceu Rory MacDonald      | |
| 8                                                                                       | Yaroslav Amosov  | 11 de junho de 2021 (Bellator 260)    | Uncasville,     | Venceu Douglas Lima        | |
| Int.                                                                                    | Logan Storley    | 13 de maio de 2022 (Bellator 281)     | Londres,        | Venceu Michael Page        | |

#### Peso leve
67 a 70 kg
| Nº | Nome                 | Data                                                 | Local       | Oponente                   | Defesas                                                                       |
| --- | -------------------- | ---------------------------------------------------- | ----------- | -------------------------- | ----------------------------------------------------------------------------- |
| 1 | Eddie Alvarez        | 19 de junho de 2009 (Bellator 12)                    | Hollywood,  | Finalizou Toby Imada       | 1. Venceu Pat Curran (Bellator 39)                                            |
| 2 | Michael Chandler     | 19 de novembro de 2011 (Bellator 58)                 | Hollywood,  | Finalizou Eddie Alvarez    | 1. Finalizou Rick Hawn (Bellator 85) 2. Nocauteou David Rickels (Bellator 97) |
| 3 | Eddie Alvarez (2)    | 2 de novembro de 2013 (Bellator 106)                 | Long Beach, | Venceu Michael Chandler    |                                                                               |
| Int. | Will Brooks          | 17 de maio de 2014 (Bellator 120)                    | Southaven,  | Nocauteou Michael Chandler |                                                                               |
| Em 19 de agosto de 2014, Eddie Alvarez abdicou do título ao assinar com o UFC. |                      |                                                      |             |                            |                                                                               |
| Will Brooks não foi promovido a campeão, devido ao seu desejo de não renovar com o evento e pela possibilidade de perder os dois últimos campeões da divisão para uma organização rival. |                      |                                                      |             |                            |                                                                               |
| 4 | Will Brooks          | 15 de novembro de 2014 (Bellator 131)                | San Diego,  | Nocauteou Michael Chandler | 1. Venceu Dave Jansen (Bellator 136) 2. Venceu Marcin Held (Bellator 145)     |
| Em 14 de maio de 2016, Will Brooks abdicou do título ao assinar com o UFC. |                      |                                                      |             |                            |                                                                               |
| 5 | Michael Chandler (2) | 24 de junho de 2016 (Bellator 157: Dynamite 2)       | St. Louis,  | Nocauteou Patricky Freire  | 1. Venceu Benson Henderson (Bellator 165)                                     |
| 6 | Brent Primus         | 24 de junho de 2017 (Bellator NYC: Sonnen vs. Silva) | Nova York,  | Nocauteou Michael Chandler |                                                                               |
| 7 | Michael Chandler (3) | 14 de dezembro de 2018 (Bellator 212)                | Honolulu,   | Venceu Brent Primus        |                                                                               |
| 8 | Patrício Freire      | 11 de maio de 2019 (Bellator 221)                    | Chicago,    | Nocauteou Michael Chandler |                                                                               |
| Em 6 de outubro de 2021, Patrício Freire abdicou do título para fazer a revanche contra A.J. McKee nos penas e para o seu irmão Patricky Freire lutar pelo título dos leves.             |                      |                                                      |             |                            |                                                                               |
| 9 | Patricky Freire      | 5 de novembro de 2021 (Bellator 270)                 | Dublin,     | Nocauteou Peter Queally    |                                                                               |

#### Peso pena
62 a 66 kg
| Nº | Nome                | Data                                 | Local        | Oponente                  | Defesas |
| -- | ------------------- | ------------------------------------ | ------------ | ------------------------- | --- |
| 1  | Joe Soto            | 5 de junho de 2009 (Bellator 10)     | Ontário,     | Finalizou Yahir Reyes     | |
| 2  | Joe Warren          | 2 de setembro de 2010 (Bellator 27)  | San Antonio, | Nocauteou Joe Soto        | |
| 3  | Pat Curran          | 9 de março de 2012 (Bellator 60)     | Hammond,     | Nocauteou Joe Warren      | 1. Venceu Patrício Freire (Bellator 85) 2. Finalizou Shahbulat Shamhalaev (Bellator 95) |
| 4  | Daniel Straus       | 2 de novembro de 2013 (Bellator 106) | Long Beach,  | Venceu Pat Curran         | |
| 5  | Pat Curran (2)      | 14 de março de 2014 (Bellator 112)   | Hammond,     | Finalizou Daniel Straus   | |
| 6  | Patrício Freire     | 5 de setembro de 2014 (Bellator 123) | Uncasville,  | Venceu Pat Curran         | 1. Finalizou Daniel Straus (Bellator 132) 2. Nocauteou Daniel Weichel (Bellator 138) |
| 7  | Daniel Straus (2)   | 6 de novembro de 2015 (Bellator 145) | St. Louis,   | Venceu Patrício Freire    | |
| 8  | Patrício Freire (2) | 21 de abril de 2017 (Bellator 178)   | St. Louis,   | Finalizou Daniel Straus   | 1. Venceu Daniel Weichel (Bellator 203) 2. Venceu Emmanuel Sanchez (Bellator 209) 3. Venceu Juan Archuleta (Bellator 228) 4. Nocauteou Pedro Carvalho (Bellator 252) 5. Finalizou Emmanuel Sanchez (Bellator 255) |
| 9  | A.J McKee           | 31 de julho de 2021 (Bellator 263)   | Inglewood,   | Finalizou Patrício Freire | |
| 10 | Patrício Freire (3) | 15 de abril de 2021 (Bellator 277)   | San José,    | Venceu A.J McKee          | 1. Venceu Ádám Borics (Bellator 286) |

#### Peso galo
57 a 61 kg
| Nº | Nome               | Data                                  | Local          | Oponente                 | Defesas                                                                            |
| --- | ------------------ | ------------------------------------- | -------------- | ------------------------ | ---------------------------------------------------------------------------------- |
| 1 | Zach Makovsky      | 14 de outubro de 2010 (Bellator 32)   | Kansas City,   | Venceu Ed West           |                                                                                    |
| 2 | Eduardo Dantas     | 13 de abril de 2012 (Bellator 65)     | Atlantic City, | Venceu Zach Makovsky     | 1. Nocauteou Marcos Galvão (Bellator 89) 2. Finalizou Anthony Leone (Bellator 111) |
| Int. | Joe Warren         | 2 de maio de 2014 (Bellator 118)      | Atlantic City, | Venceu Rafael Silva      |                                                                                    |
| 3 | Joe Warren         | 10 de outubro de 2014 (Bellator 128)  | Thackerville,  | Venceu Eduardo Dantas    |                                                                                    |
| 4 | Marcos Galvão      | 27 de março de 2015 (Bellator 135)    | Thackerville,  | Venceu Joe Warren        |                                                                                    |
| 5 | Eduardo Dantas (2) | 17 de junho de 2016 (Bellator 156)    | Uncasville,    | Venceu Marcos Galvão     | 1. Venceu Joe Warren (Bellator 166)                                                |
| 6 | Darrion Caldwell   | 6 de outubro de 2017 (Bellator 184)   | Thackerville,  | Venceu Eduardo Dantas    | 1. Finalizou Leandro Higo (Bellator 195)                                           |
| 7 | Kyoji Horiguchi    | 14 de junho de 2019 (Bellator 222)    | Nova York,     | Venceu Darrion Caldwell  |                                                                                    |
| Em 27 de novembro de 2019, Kyoji Horiguchi abriu mão do título ao se machuchar para a divisão não estagnar. |                    |                                       |                |                          |                                                                                    |
| 8 | Juan Archuleta     | 12 de setembro de 2020 (Bellator 246) | Uncasville,    | Venceu Mixy Patchy       |                                                                                    |
| 9 | Sergio Pettis      | 7 de maio de 2021 (Bellator 258)      | Uncasville,    | Venceu Juan Archuleta    | 1. Nocauteou Kyoji Horiguchi (Bellator 272)                                        |
| Int. | Raufeon Stots      | 23 de abril de 2022 (Bellator 279)    | Honolulu,      | Nocauteou Juan Archuleta |                                                                                    |
| Int. | Patchy Mix         | 22 de abril de 2023 (Bellator 295)    | Honolulu,      | Nocauteou Raufeon Stots  |                                                                                    |
| 10 | Patchy Mix         | 17 de novembro de 2023 (Bellator 301) | Chicago,       | Finalizou Sergio Pettis  | 1. Venceu Magomed Magomedov (Bellator Champions Series 2)                          |
| Mix abdicou do cinturão em 13 de maio de 2025, quando deixou o Bellator para assinar com o UFC.             |                    |                                       |                |                          |                                                                                    |

### Femininos

#### Peso pena
65,8 kg
| Nº | Nome              | Data                                 | Local         | Oponente                 | Defesas |
| -- | ----------------- | ------------------------------------ | ------------- | ------------------------ | --- |
| 1  | Julia Budd        | 3 de março de 2017 (Bellator 174)    | Thackerville, | Nocauteou Marloes Coenen | 1. Venceu Arlene Blencowe (Bellator 189) 2. Nocauteou Talita Nogueira (Bellator 202) 3. Nocauteou Olga Rubin (Bellator 224)                                               |
| 2  | Cristiane Justino | 25 de janeiro de 2020 (Bellator 238) | Inglewood,    | Nocauteou Julia Budd     | 1. Finalizou Arlene Blencowe (Bellator 249) 2. Nocauteou Leslie Smith (Bellator 259) 3. Nocauteou Sinead Kavanagh (Bellator 271) 4. Venceu Arlene Blencowe (Bellator 279) |

#### Peso mosca
Até 56,7 kg
| Nº | Nome                 | Data                                  | Local          | Oponente                    | Defesas |
| -- | -------------------- | ------------------------------------- | -------------- | --------------------------- | --- |
| 1  | Ilima-Lei Macfarlane | 3 de novembro de 2017 (Bellator 186)  | State College, | Finalisou Emily Ducote      | 1. Finalizou Alejandra Lara (Bellator 201) 2. Finalizou Valérie Létourneau (Bellator 213) 3. Nocauteou Veta Arteaga (Bellator 220) 4. Venceu Kate Jackson (Bellator 236) |
| 2  | Juliana Velasquez    | 10 de dezembro de 2020 (Bellator 254) | Uncasville,    | Venceu Ilima-Lei Macfarlane | 1. Venceu Denise Kielholtz (Bellator 262) |
| 3  | Liz Carmouche        | 22 de abril de 2022 (Bellator 278)    | Honolulu,      | Nocauteou Juliana Velasquez | |

#### Peso palha feminino
48 a 52 kg
| Nº | Nome         | Data                                | Local      | Oponente            | Defesas |
| --- | ------------ | ----------------------------------- | ---------- | ------------------- | ------- |
| 1 | Zoila Gurgel | 28 de outubro de 2010 (Bellator 34) | Hollywood, | Venceu Megumi Fujii |         |
| Em 5 de fevereiro de 2013, a divisão foi exitinta após Zoila Gurgel abdicar do título ao assinar com o Invicta FC. |              |                                     |            |                     |         |

## Torneios do Bellator
Todos os desafiantes de título são determinados através destes torneios, com os vencedores ganhando o direito de desafiar o atual campeão naquela divisão.

### Bellator Fighting Championships: Primeira Temporada
(3 de abril de 2009 - 19 de junho de 2009)
| Classe Peso     | Vencedor       | Segundo Colocado | Evento      | Data                |
| --------------- | -------------- | ---------------- | ----------- | ------------------- |
| Médio 1[›]      | Hector Lombard | Jared Hess       | Bellator 12 | 19 de junho de 2009 |
| Meio-médio 2[›] | Lyman Good     | Omar De La Cruz  | Bellator 11 | 12 de junho de 2009 |
| Leve 3[›]       | Eddie Alvarez  | Toby Imada       | Bellator 12 | 19 de junho de 2009 |
| Pena 4[›]       | Joe Soto       | Yahir Reyes      | Bellator 10 | 5 de junho de 2009  |

^ 1: Torneio que determinou o campeão inaugural do peso médio.

^ 2: Torneio que determinou o campeão inaugural do peso meio-médio.

^ 3: Torneio que determinou o campeão inaugural do peso leve.

^ 4: Torneio que determinou o campeão inaugural do peso pena.

### Bellator Fighting Championships: Segunda Temporada
(12 de agosto de 2010 - 28 de outubro de 2010)
| Classe Peso | Vencedor            | Segundo Colocado | Evento      | Data                |
| ----------- | ------------------- | ---------------- | ----------- | ------------------- |
| Médio       | Alexander Shlemenko | Bryan Baker      | Bellator 23 | 24 de junho de 2010 |
| Meio-médio  | Ben Askren          | Dan Hornbuckle   | Bellator 22 | 17 de junho de 2010 |
| Leve        | Pat Curran          | Toby Imada       | Bellator 21 | 10 de junho de 2010 |
| Pena        | Joe Warren          | Patrício Freire  | Bellator 23 | 24 de junho de 2010 |

### Bellator Fighting Championships: Terceira Temporada
(12 de agosto de 2010 - 28 de outubro de 2010)
| Classe Peso | Vencedor      | Segundo Colocado | Evento      | Data                  |
| ----------- | ------------- | ---------------- | ----------- | --------------------- |
| Pesado 1[›] | Cole Konrad   | Neil Grove       | Bellator 32 | 14 de outubro de 2010 |
| Galo 2[›]   | Zach Makovsky | Ed West          | Bellator 32 | 14 de outubro de 2010 |
| Palha 3[›]  | Zoila Gurgel  | Megumi Fujii     | Bellator 34 | 28 de outubro de 2010 |

^ 1: Torneio que determinou o campeão inaugural do peso pesado.

^ 2: Torneio que determinou o campeão inaugural do peso galo.

^ 3: Torneio que determinou o campeão inaugural do peso palha-feminino.

### Bellator Fighting Championships: Quarta Temporada
(5 de março de 2011 - 21 de maio de 2011)
| Classe Peso      | Vencedor          | Segundo Colocado | Evento      | Data               |
| ---------------- | ----------------- | ---------------- | ----------- | ------------------ |
| Meio-pesado 1[›] | Christian M'Pumbu | Richard Hale     | Bellator 45 | 21 de maio de 2011 |
| Meio-médio       | Jay Hieron        | Rick Hawn        | Bellator 43 | 7 de maio de 2011  |
| Leve             | Michael Chandler  | Patricky Freire  | Bellator 44 | 14 de maio de 2011 |
| Pena             | Patricio Freire   | Daniel Straus    | Bellator 45 | 21 de maio de 2011 |

^ 1: Torneio que determinou o campeão inaugural do peso meio-pesado.

### Bellator Fighting Championships: Temporada de Verão de 2011
(25 de junho de 2011 - 20 de agosto de 2011)
| Classe Peso | Vencedor       | Segundo Colocado | Evento      | Data                 |
| ----------- | -------------- | ---------------- | ----------- | -------------------- |
| Pena        | Pat Curran (2) | Marlon Sandro    | Bellator 48 | 20 de agosto de 2011 |

### Bellator Fighting Championships: Quinta Temporada
(27 de setembro de 2011 - 26 de novembro de 2011)
| Classe Peso | Vencedor                | Segundo Colocado | Evento      | Data                   |
| ----------- | ----------------------- | ---------------- | ----------- | ---------------------- |
| Pesado 1[›] | Eric Prindle            | Thiago Santos    | Bellator 62 | 23 de março de 2012    |
| Médio 2[›]  | Alexander Shlemenko (2) | Vitor Vianna     | Bellator 57 | 12 de novembro de 2011 |
| Meio-médio  | Douglas Lima            | Ben Saunders     | Bellator 57 | 12 de novembro de 2011 |
| Galo        | Eduardo Dantas          | Alexis Vila      | Bellator 59 | 26 de novembro de 2011 |

^ 1: A luta terminou em No Contest no Bellator 59 e a revanche foi remarcada, mas Thiago Santos não conseguiu bater peso. Prindle foi considerado o vencedor do terneio e ganhou $100.000, além da chance de desafiar Cole Konrad pelo título.

^ 2: Shlemenko enfrentou em seguida o vencedor do torneio da sexta temporada, Maiquel Falcão, pelo título vago dos médios.

### Bellator Fighting Championships: Sexta Temporada
(9 de março de 2012 - 25 de maio de 2012)
| Classe Peso | Vencedor       | Segundo Colocado | Evento      | Data                 |
| ----------- | -------------- | ---------------- | ----------- | -------------------- |
| Médio 1[›]  | Maiquel Falcão | Andreas Spang    | Bellator 69 | 18 de maio de 2012   |
| Meio-médio  | Karl Amoussou  | Bryan Baker      | Bellator 72 | 20 de julho de 2012  |
| Leve        | Rick Hawn      | Brent Weedman    | Bellator 70 | 25 de maio de 2012   |
| Pena        | Daniel Straus  | Marlon Sandro    | Bellator 68 | 11 de maio de 2012   |
| Galo        | Marcos Galvão  | Luis Nogueira    | Bellator 73 | 24 de agosto de 2012 |

^ 1: Falcão enfrentou em seguida o vencedor do torneio da quinta temporada, Alexander Shlemenko, pelo título vago dos médios.

### Bellator Fighting Championships: Temporada de Verão de 2012
(22 de junho de 2012 - 24 de julho de 2012)
| Classe Peso | Vencedor    | Segundo Colocado | Evento      | Data                 |
| ----------- | ----------- | ---------------- | ----------- | -------------------- |
| Meio-pesado | Attila Vegh | Travis Wiuff     | Bellator 73 | 24 de agosto de 2012 |

### Bellator Fighting Championships: Sétima Temporada
(28 de setembro de 2012 - 14 de dezembro de 2012)
| Classe Peso | Vencedor            | Segundo Colocado | Evento      | Data                    |
| ----------- | ------------------- | ---------------- | ----------- | ----------------------- |
| Pesado 1[›] | Alexander Volkov    | Richard Hale     | Bellator 84 | 14 de dezembro de 2012  |
| Meio-médio  | Andrey Koreshkov    | Lyman Good       | Bellator 82 | 30 de novembro de 2012  |
| Leve 2[›]   | Dave Jansen         | Marcin Held      | Bellator 93 | 21 de março de 2013     |
| Pena        | Shahbulat Shamhalev | Rad Martinez     | Bellator 90 | 21 de fevereiro de 2013 |

^ 1: Torneio que determinou o novo campeão peso-pesado.

^ 2: Após uma longa dispensa devido a uma lesão, Dave Jansen perdeu a chance de disputar o título.

### Bellator Fighting Championships: Oitava Temporada
(17 de janeiro de 2013 - 5 de abril de 2013)
| Classe Peso      | Vencedor         | Segundo Colocado | Evento       | Data                   |
| ---------------- | ---------------- | ---------------- | ------------ | ---------------------- |
| Meio-pesado 1[›] | Emanuel Newton   | Mikhail Zayats   | Bellator 94  | 28 de março de 2013    |
| Médio            | Doug Marshall    | Brett Cooper     | Bellator 95  | 4 de abril de 2013     |
| Meio-médio 2[›]  | Douglas Lima (2) | Ben Saunders     | Bellator 100 | 20 de setembro de 2013 |
| Leve             | David Rickels    | Saad Awad        | Bellator 94  | 28 de março de 2013    |
| Pena 3[›]        | Frodo Khasbulaev | Mike Richman     | Bellator 95  | 4 de abril de 2013     |

^ 1: Newton enfrentou em seguida o vencedor do torneio da temporada de verão de 2013, Muhammed Lawal, pelo título interino do peso meio-pesado.

^ 2: Douglas Lima enfrentou o vencedor do torneio da nona temporada, Rick Hawn, pelo título de meio-médio vago.

^ 3: Após repetidos problemas de visto que impediram Frodo Khasbulaev de retornar aos EUA para reivindicar sua chance pelo título, o lutador foi liberado da promoção em dezembro de 2014.

### Bellator Fighting Championships: Temporada de Verão de 2013
(19 de Junho de 2013 – 31 de Julho de 2013)
| Classe Peso      | Vencedor       | Segundo Colocado | Evento       | Data                 |
| ---------------- | -------------- | ---------------- | ------------ | -------------------- |
| Pesado           | Vitaly Minakov | Ryan Martinez    | Bellator 97  | 31 de julho de 2013  |
| Meio-pesado 1[›] | Muhammed Lawal | Jacob Noe        | Bellator 97  | 31 de julho de 2013  |
| Galo 2[›]        | Rafael Silva   | Anthony Leone    | Bellator 102 | 4 de outubro de 2013 |

^ 1: Muhammed Lawal enfrentou o vencedor do torneio da oitava temporada, Emanuel Newton, pelo título interino do peso meio-pesado.

^ 2: Rafael Silva enfrentou em seguida o vencedor do torneio da nona temporada, Joe Warren, pelo título interino do peso-galo.

### Bellator MMA: Nona Temporada
(7 de setembro de 2013 - 22 de novembro de 2013)
| Classe Peso     | Vencedor            | Segundo Colocado     | Evento       | Data                   |
| --------------- | ------------------- | -------------------- | ------------ | ---------------------- |
| Pesado 1[›]     | Cheick Kongo        | Peter Graham         | Bellator 107 | 8 de novembro de 2013  |
| Médio           | Brennan Ward        | Mikkel Parlo         | Bellator 107 | 8 de novembro de 2013  |
| Meio-médio 2[›] | Rick Hawn (2)       | Ron Keslar           | Bellator 109 | 22 de novembro de 2013 |
| Leve 3[›]       | Will Brooks         | Alexander Sarnavskiy | Bellator 109 | 22 de novembro de 2013 |
| Pena            | Patrício Freire (2) | Justin Wilcox        | Bellator 108 | 15 de novembro de 2013 |
| Galo 1[›] 4[›]  | Joe Warren (2)      | Travis Marx          | Bellator 107 | 8 de novembro de 2013  |

^ 1: O torneio era um torneio reduzido com 4 lutadores em vez do torneio padrão com 8.

^ 2: Rick Hawn enfrentou o vencedor do torneio da oitava temporada, Douglas Lima, pelo título de meio-médio vago.

^ 3: Will Brooks enfrentou em seguida o ex-campeão Michael Chandler pelo título interino dos leves no Bellator 120. Michael Chandler estava originalmente agendado para uma revanche imediata contra o campeão Eddie Alvarez no evento.

^ 4: Joe Warren enfrentou em seguida o vencedor do torneio da temporada de 2013, Rafael Silva, pelo título interino peso-galo.

### Bellator MMA: Décima Temporada
(28 de fevereiro de 2014 - 17 de maio de 2014)
| Classe Peso           | Vencedor             | Segundo Colocado | Evento       | Data                   |
| --------------------- | -------------------- | ---------------- | ------------ | ---------------------- |
| Pesado 1[›]           | Alexander Volkov (2) | Blagoy Ivanov    | Bellator 120 | 17 de maio de 2014     |
| Meio-pesado 2[›] 3[›] | Quinton Jackson      | Muhammed Lawal   | Bellator 120 | 17 de maio de 2014     |
| Médio 2[›]            | Brandon Halsey       | Brett Cooper     | Bellator 122 | 25 de julho de 2014    |
| Meio-médio            | Andrey Koreshkov (2) | Adam McDonough   | Bellator 122 | 25 de julho de 2014    |
| Leve 1[›]             | Marcin Held          | Patricky Freire  | Bellator 126 | 26 de setembro de 2014 |
| Pena 1[›]             | Daniel Weichel       | Desmond Green    | Bellator 119 | 9 de maio de 2014      |

^ 1: Apesar das garantias iniciais, a nova gestão do Bellator não honrou os titles-shots de Alexander Volkov, Daniel Weichel e Marcin Held.

^ 2: O torneio era um torneio reduzido de 4 lutadores em vez do torneio padrão com 8.

^ 3: Quinton Jackson acabaria deixando o Bellator pelo UFC e nunca reivindicaria sua chance pelo título.

### Bellator MMA: Temporada de Verão 2014
(6 de junho de 2014 - 25 de julho de 2014)
| Classe Peso | Vencedor     | Segundo Colocado | Evento       | Data                   |
| ----------- | ------------ | ---------------- | ------------ | ---------------------- |
| Meio-pesado | Liam McGeary | Kelly Anundson   | Bellator 124 | 14 de setembro de 2014 |

### Bellator MMA: Dynamite 1
(19 de setembro de 2015)
Um torneio de meio-pesado de uma noite com 4 homens.
| Classe Peso | Vencedor   | Segundo Colocado | Evento                   | Data                   |
| ----------- | ---------- | ---------------- | ------------------------ | ---------------------- |
| Meio-pesado | Phil Davis | Francis Carmont  | Bellator 142: Dinamite 1 | 19 de setembro de 2015 |

### Torneio do Grande Prêmio Mundial de Pesos Pesados do Bellator
(20 de janeiro de 2018 - 26 de janeiro de 2019)
Torneio dos pesos pesados com 8 homens com duração de um ano para coroar um novo campeão dos pesos pesados
| Classe Peso | Vencedor   | Segundo Colocado  | Evento       | Data                  |
| ----------- | ---------- | ----------------- | ------------ | --------------------- |
| Pesado      | Ryan Bader | Fedor Emelianenko | Bellator 214 | 26 de janeiro de 2019 |

### Torneio do Grande Prêmio Mundial dos Meio Médios do Bellator
(29 de setembro de 2018 - 26 de outubro de 2019)
Torneio de peso pena com 8 homens com duração de 1 ano. O atual campeão dos penas, Rory MacDonald, participa e defenderá o título até o final do torneio. Se ele perder, o vencedor será declarado o novo campeão linear.
| Classe Peso | Vencedor         | Segundo Colocado | Evento       | Data                  |
| ----------- | ---------------- | ---------------- | ------------ | --------------------- |
| Meio-médio  | Douglas Lima (3) | Rory MacDonald   | Bellator 232 | 26 de outubro de 2019 |

### Torneio do Grande Prêmio Mundial dos Pena do Bellator
(28 de setembro de 2019 - 31 de julho de 2021)
Torneio de peso pena com 16 homens com duração de 1 ano. O atual campeão dos penas, Patrício Freire, participa e defenderá o título até o final do torneio. Se ele perder, o vencedor será declarado o novo campeão linear.
| Classe Peso | Vencedor   | Segundo Colocado | Evento       | Data                |
| ----------- | ---------- | ---------------- | ------------ | ------------------- |
| Pena        | A.J. McKee | Patrício Freire  | Bellator 263 | 31 de julho de 2021 |

### Torneio do Grande Prêmio Mundial dos Meio-pesados do Bellator
(9 de abril de 2021 - TBD)
Torneio de peso Meio-pesado com 8 homens com duração de 1 ano. O atual campeão dos penas, Vadim Nemkov, participa e defenderá o título até o final do torneio. Se ele perder, o vencedor será declarado o novo campeão linear.
| Classe Peso | Vencedor | Segundo Colocado | Evento | Data |
| ----------- | -------- | ---------------- | ------ | ---- |
| Meio-pesado | 1[›]     |                  |        |      |

^ 1: A luta terminou em No Contest no Bellator 277 e a revanche foi marcada.

### Torneio do Grande Prêmio Mundial dos Galos do Bellator
(3 de dezembro de 2021 - TBD)
Torneio de peso galos com 10 homens com duração de 1 ano. O atual campeão dos galos, Sergio Pettis, participa e defenderá o título até o final do torneio. Se ele perder, o vencedor será declarado o novo campeão linear.
| Classe Peso | Vencedor | Segundo Colocado | Evento | Data |
| ----------- | -------- | ---------------- | ------ | ---- |
| Galo        |          |                  |        |      |

## Recordes

### Maiores vencedores de disputas de cinturão
| Vitórias | Campeão              | Divisão            | V    | E   | NC  | D   |
| -------- | -------------------- | ------------------ | ---- | --- | --- | --- |
| 11       | Patrício Freire      | Leve Pena          | 1 10 | 0 0 | 0 0 | 0 3 |
| 6        | Michael Chandler     | Leve               | 6    | 0   | 0   | 5   |
| 5        | Ryan Bader           | Pesado Meio-pesado | 3 2  | 0 0 | 1 0 | 0 1 |
| 5        | Eduardo Dantas       | Galo               | 5    | 0   | 0   | 2   |
| 5        | Gegard Mousasi       | Médio              | 5    | 0   | 0   | 2   |
| 5        | Ilima-Lei Macfarlane | Mosca feminino     | 5    | 0   | 0   | 1   |
| 5        | Ben Askren           | Meio-médio         | 5    | 0   | 0   | 0   |
| 5        | Cristiane Justino    | Pena feminino      | 5    | 0   | 0   | 0   |
| 4        | Douglas Lima         | Médio Meio-médio   | 0 4  | 0 0 | 0 0 | 1 4 |
| 4        | Pat Curran           | Leve Pena          | 0 4  | 0 0 | 0 0 | 1 2 |
| 4        | Alexander Shlemenko  | Médio              | 4    | 0   | 0   | 2   |
| 4        | Julia Budd           | Pena feminino      | 4    | 0   | 0   | 1   |
| 4        | Emanuel Newton       | Meio-pesado        | 4    | 0   | 0   | 1   |
| 4        | Rafael Carvalho      | Meio-médio         | 4    | 0   | 0   | 1   |
| 4        | Will Brooks          | Leve               | 4    | 0   | 0   | 0   |

### Maiores sequências de defesas consecutivas
| Defesas | Lutador              | Divisão        | Data                                            |
| ------- | -------------------- | -------------- | ----------------------------------------------- |
| 5       | Patrício Freire      | Pena           | 21 de abril de 2017 – 31 de julho de 2021       |
| 4       | Ben Askren           | Meio-médio     | 21 de outubro de 2010 – 31 de julho de 2013     |
| 4       | Ilima-Lei Macfarlane | Mosca feminino | 3 de novembro de 2017 – 10 de dezembro de 2020  |
| 4       | Cristiane Justino    | Pena feminino  | 25 de janeiro de 2020 – presente                |
| 3       | Alexander Shlemenko  | Médio          | 7 de fevereiro de 2013 – 26 de setembro de 2014 |
| 3       | Rafael Carvalho      | Médio          | 23 de outubro de 2015 – 25 de maio de 2018      |
| 3       | Julia Budd           | Pena feminino  | 3 de março de 2017 – 25 de janeiro de 2020      |

### Campeões de múltiplas divisões
|  | Título interino |

| Nº | Campeão         | Divisão     | Inicio                                               | Fim                                  | Defesas |
| -- | --------------- | ----------- | ---------------------------------------------------- | ------------------------------------ | ------- |
| 1  | Joe Warren      | Pena        | 2 de setembro de 2010 (Bellator 27)                  | 9 de março de 2012 (Bellator 60)     | 0       |
| 1  | Joe Warren      | Galo        | 2 de maio de 2014 (Bellator 118)                     | 10 de outubro de 2014 (Bellator 128) | 0       |
| 1  | Joe Warren      | Galo        | 10 de outubro de 2014 (Bellator 128)                 | 27 de março de 2015 (Bellator 135)   | 0       |
| 2  | Ryan Bader      | Pesado      | 26 de janeiro de 2019 (Bellator 214)                 | presente                             | 2       |
| 2  | Ryan Bader      | Meio-pesado | 24 de junho de 2017 (Bellator NYC: Sonnen vs. Silva) | 21 de agosto de 2020 (Bellator 244)  | 1       |
| 3  | Patrício Freire | Leve        | 11 de maio de 2019 (Bellator 221)                    | 6 de outubro de 2021 (Vagou)         | 0       |
| 3  | Patrício Freire | Pena        | 5 de setembro de 2014 (Bellator 123)                 | 6 de novembro de 2015 (Bellator 145) | 2       |
| 3  | Patrício Freire | Pena        | 21 de abril de 2017 (Bellator 178)                   | 31 de julho de 2021 (Bellator 263)   | 5       |
| 3  | Patrício Freire | Pena        | 15 de abril de 2022 (Bellator 277)                   | Presente                             | 0       |

### Campeões de duas divisões simultaneamente
Esta tabela diferente da anterior só conta os períodos em que o lutador carregou os títulos simultaneamente e as defesas nesse espaço de tempo.
| Nº | Campeão         | Divisão     | Data                                         | Defesas |
| -- | --------------- | ----------- | -------------------------------------------- | ------- |
| 1  | Ryan Bader      | Pesado      | 26 de janeiro de 2019 – 21 de agosto de 2020 | 0       |
| 1  | Ryan Bader      | Meio-pesado | 26 de janeiro de 2019 – 21 de agosto de 2020 | 0       |
| 2  | Patrício Freire | Leve        | 11 de maio de 2019 – 31 de julho de 2021     | 0       |
| 2  | Patrício Freire | Pena        | 11 de maio de 2019 – 31 de julho de 2021     | 3       |

## Campeões por nacionalidade
- Estados Unidos (55)
  - Campeonatos de divisão [27]
  - Campeonatos de torneio [29]

- Brasil (18)
  - Campeonatos de divisão [9]
  - Campeonatos de torneio [9]

- Rússia (5)
  - Campeonatos de divisão [6]
  - Campeonatos de torneio [9]

- Canadá (2)
  - Campeonatos de divisão [2]
  - Campeonatos de torneio [0]

- Cuba (2)
  - Campeonatos de divisão [1]
  - Campeonatos de torneio [1]

- República Democrática do Congo (2)
  - Campeonatos de divisão [1]
  - Campeonatos de torneio [1]

- Inglaterra (2)
  - Campeonatos de divisão [1]
  - Campeonatos de torneio [1]

- Eslováquia (2)
  - Campeonatos de divisão [1]
  - Campeonatos de torneio [1]

- Japão (1)
  - Campeonatos de divisão [1]
  - Campeonatos de torneio [0]

- Países Baixos (1)
  - Campeonatos de divisão [1]
  - Campeonatos de torneio [0]

- Ucrânia (1)
  - Campeonatos de divisão [1]
  - Campeonatos de torneio [0]